# Bleeding Through
Bleeding Through est un groupe de metalcore américain, originaire de Woodlake, dans le Comté d'Orange, en Californie. Formé en 1999, le groupe mêle metalcore, death metal mélodique, punk hardcore et black metal symphonique.
Ayant débuté dans un style metalcore dans la lignée de Killswitch Engage, le groupe se démarque des autres formations du genre par la variété des influences utilisées dans la majorité des morceaux mélangeant ainsi des instrumentations au clavier issues du black metal symphonique à la Dimmu Borgir avec des riffs typiques de la scène death metal mélodique suédoise.
Le groupe se sépare en 2014 et se reforme en 2018.

## Biographie

### Dust to AshesetPortrait of the Goddess(1999–2002)
À l'origine, le groupe est formé en 1999 à Woodlake, en Californie par Brandan Schieppati, alors guitariste du groupe Eighteen Visions. Les racines du groupe sont retracées en 1998, à la formation de Breakneck par Brandan « Ohrly » Schieppati (Eighteen Visions / Throwdown), Javier Van Huss (Eighteen Visions / The Mistake / Enewetak), le guitariste Scott Danough, le bassiste Chad Tafolla et le batteur Troy Born (Taken),.
Ils font leurs débuts comme soutien à Throwdown et Adamantium. En plein changement de formation, le groupe assiste au départ de Van Huss et à son remplacement par Marc Jackson (Throwdown / Cold War) à la basse, et Tafolla revenir à la guitare ; ils décident de s'orienter vers le punk hardcore accompagné d'éléments de death metal. L'origine du nom du groupe s'explique lors d'une interview : « He bien, ça montre que peu importe qu'on soit noir, blanc, rouge, marron, jaune, la religion, le mode de vie straight ou gay, le sang coule de la même manière dans nos veines. D'où le nom (Bleeding Through). » Interrogé à propos du style de son groupe, le chanteur Brandan Schieppati explique : « Je pense qu'on est un groupe de hardcore, on est tous des gosses de la issus de la scène underground. Mais notre son est différent, on essaie de faire quelque chose qui change de la vieille école qui stagne depuis trop longtemps en ajoutant d'autres variétés de sons. »
Leur démo suit d'un premier album studio au label Prime Directive Records, intitulé Dust to Ashes en avril 2001. Avant leur entrée en studio, Vijay Kumar (de Roundhouse et Cat Burglar) endosse la basse et Molly Street est recruté aux claviers. L'ajout du clavier est atypique pour un groupe de metalcore car il intègre des éléments de black metal,. À peine l'album sorti, Born quitte le groupe. Resserrant les liens entre Eighteen Visions et Throwdown, Schieppati opte pour continuer au sein de Bleeding Through pour terminer l'album Portrait of the Goddess publié au label Indecision Records. Le groupe comprend à ce moment les guitaristes Scott Danough et Brian Leppke, le bassiste Ryan Wombacher (remplaçant Vijay Kumar qui joue sur Portrait of the Goddess) et le batteur Derek Youngsma.

### This is Love, This is Murderous(2003–2005)

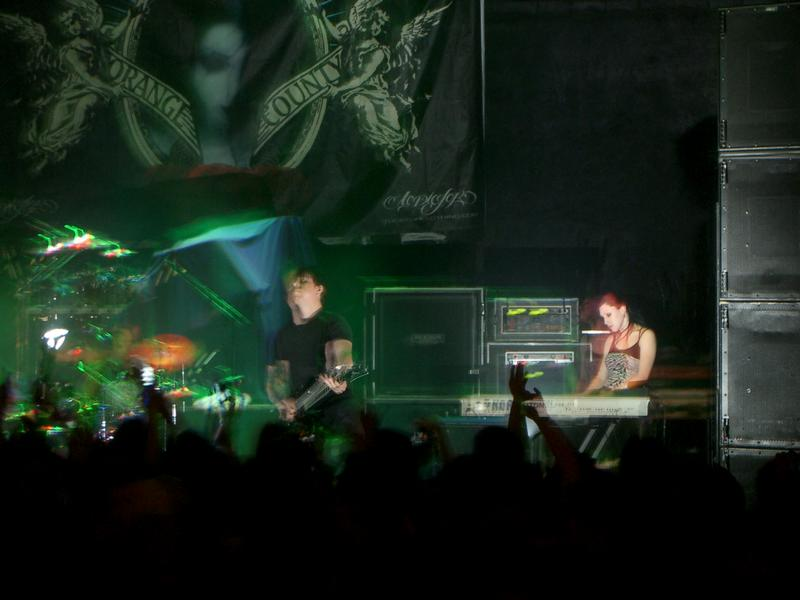
Bleeding Through sur scène au New England Metal and Hardcore Festival, en 2005.

Après deux albums largement sous-distribués, Bleeding Through signe à un label plus important, Trustkill Records en 2003, et y publie son troisième album en septembre la même année. En soutien à l'album This is Love, This is Murderous, produit par Ulrich Wild, ils jouent une tournée américaine, en ouverture pour AFI. Ces dates permettent au groupe de se populariser à l'échelle nationale. Traversant l'Utah à un concert dans le Colorado, le véhicule du groupe glisse sur de la glace noire et finit sa course dans un camion. Une équipe de télévision postée sur place réussit à filmer l'accident tandis que leur équipement brûle et explose. Le groupe réussit à s'en sortir indemne malgré quelques légères blessure. Ils doivent cependant annuler leur apparition à la tournée Pure Hatred avec Chimaira, Soilwork et As I Lay Dying. Cet accident est diffusé sur les chaînes de télévision CNN, Headline News, Good Morning America, NBC News et même The Weather Channel.
This is Love, This is Murderous est bien généralement accueilli par la presse spécialisée,,. Metalrage lui attribue une note de 86 sur 100. Les clips des chansons Love Lost in a Hail of Gun Fire et On Wings of Lead sont diffusés dans les émissions Headbangers Ball sur MTV2 et sur Uranium sur Fuse TV'. Il s'agit du plus grand succès de Bleeding Through avec plus de 125 000 exemplaires vendus.
Le groupe joue, l'année suivante, à la tournée Mutilation Tour, qui comprend une performance à guichet fermé au Glasshouse, près du Comté d'Orange, filmé pour un DVD live, et une apparition à l'Ozzfest 2004, auquel ils partagent la scène avec Slipknot, Unearth, Lamb of God, Every Time I Die, Hatebreed, Lacuna Coil et Atreyu. Une réédition de This is Love, This is Murderous (2005) compte trois chansons live bonus, Revenge I Seek, Rise et Our Enemies, deux clips, et un documentaire de dix minutes. Plus tard, le groupe embarque dans une tournée européenne en 2005, avec Cult of Luna. En avril, le groupe, en collaboration avec Rob Caggiano comme producteur, entre aux Cherokee Studios, Los Angeles, pour enregistrer l'album The Truth. Alors que This is Love, This is Murderous dépasse les 100 000 exemplaires vendus aux États-Unis, le groupe tourne au Strhess Fest avec Darkest Hour, Zao, Misery Signals, et Fight Paris en début juillet. Ensuite, ils jouent au Warped Tour pendant deux semaines. En novembre, ils jouent au Day of Contempt avant d'entrer en studio pour y enregistrer une reprise de la chanson My War de Black Flag pour un album tribute, et Fall on Proverb d'Unbroken.

### The Truth(2006–2007)
L'album The Truth de Bleeding Through est publié le 10 janvier 2006 au label Trustkill Records. L'album est produit par Rob Caggiano, guitariste d'Anthrax. Le magazine Kerrang! explique que The Truth « va clairement trouver le cul en 2006. » En soutien à The Truth, le groupe joue entre février et mars avec Every Time I Die, Between the Buried and Me et Haste the Day. Le groupe monte aussi sur scène avec Tool, Guns N' Roses, et Metallica au Download Festival de Castle Donington, au Royaume-Uni, le 9 juin. Le 18 juillet, Bleeding Through participe à l'émission The Tonight Show with Jay Leno. Le groupe joue à l'Ozzfest en 2006 avec Black Label Society, Unearth, Atreyu et Norma Jean. Ils jouent aussi quelques off dates avec Disturbed, Avenged Sevenfold et Hatebreed.
En avril 2007, Danough quitte le groupe. Après le départ de Danough, il est remplacé par Jona Weinhofen du groupe australien I Killed The Prom Queen – l'un des nombreux facteurs qui causeront la séparation du groupe. Bleeding Through joue en tête d'affiche de la tournée Darkness Over Europe 2007 avec I Killed the Prom Queen, All Shall Perish, et Caliban entre février et mars. Le groupe ouvre pour Slayer et Marilyn Manson en été. par la suite, ils jouent aux États-Unis et au Canada ouvrant pour HIM, et quelques dates à New York City du 1er au 2 décembre 2007.

### Declaration(2008–2009)

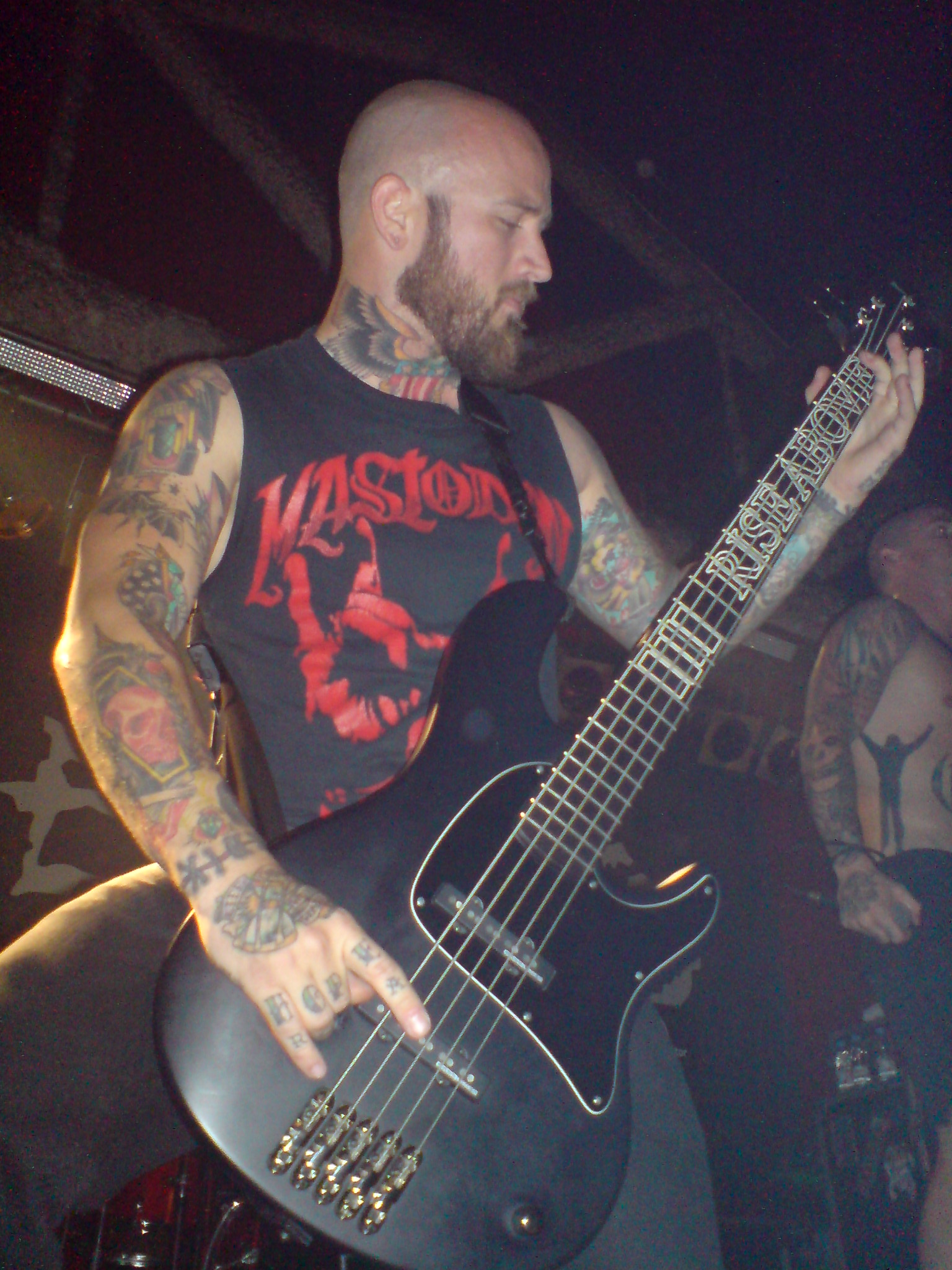
Ryan Wombacher sur scène à Barcelone, en 2009.

En mars 2008, Bleeding Through annonce Declaration, titre de son cinquième album, un album-concept sur le fait d'être loin de son foyer. L'album est enregistré entre avril et mai  2008 à Vancouver, Canada, avec le producteur Devin Townsend. Le 6 juin 2008, le groupe publie un blog sur le site web du Headbangers Ball de MTV, qui parle des nombreuses divergences entre le groupe et leur label Trustkill Records. le manque de financement du label pour Declaration repousse ce dernier en août 2008. Plus tard, sur MySpace, Bleeding Through explique que « Trustkill Records da donné les fonds nécessaires pour terminer l'album et rembourser ceux qui [nous] prêté du fric. »
Après l'enregistrement de Declaration, le groupe participe au Download Festival, organisé du 13 au 15 juin au Donington Park, au Royaume-Uni. En juillet 2008, Bleeding Through signe un contrat avec le label Nuclear Blast pour la sortie de Declaration en Europe. Le groupe participe à la tournée No Fear Music Tour avec Bullet for My Valentine en août, et continue dans sa lancée en Europe avec Lacuna Coil en novembre et décembre 2008. Ils jouent aussi pour la première fois au Mexique et en Russie. Ils jouent à Mexico en août pendant le Warped Tour avec Underoath et MxPx, puis en tête d'affiche en Russie en septembre. Le 25 septembre 2008, le chanteur de Machine Head, Robb Flynn, se joint au groupe au Warfield de San Francisco, pour jouer la chanson Revenge I Seek. Le lendemain, Declaration est publié en Europe par Nuclear Blast et le 30 septembre aux États-Unis par Trustkill. L'album se vend à moins de 6 000 exemplaires aux États-Unis la première semaine pour débuter 104e du Billboard 200.
Bleeding Through tourne avec Darkest Hour au Thrash and Burn European Tour entre avril et mai 2009. Ils jouent aussi en tête d'affiche à la tournée The Declaration Tour en 2009 avec As Blood Runs Black, Impending Doom, et The Acacia Strain. Le groupe entame une tournée sur la côte ouest en août pour célébrer son dixième anniversaire avec Carnifex, Miss May I, et Motionless in White.

### Bleeding Through(2009–2010)

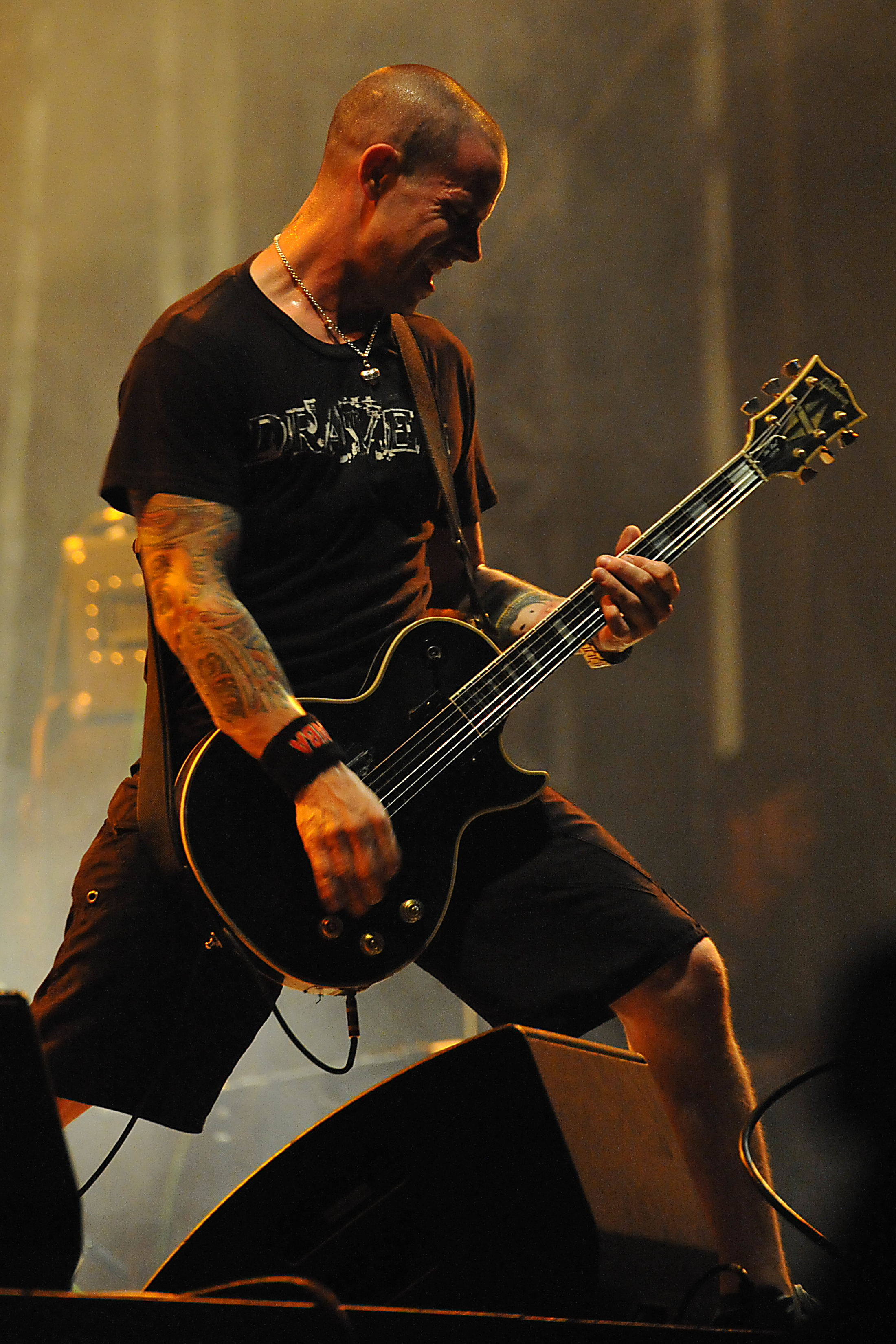
Dave Nassie à Bonn en 2009.

Le 12 octobre 2009, Bleeding Through annonce un nouvel album qui sera auto-intitulé et publié au label Rise Records le 13 avril 2010 en Amérique du Nord et à l'international au label Roadrunner Records. L'album est produit par Zeuss.
le groupe tourne en soutien à l'album en Europe, au Japon et en Australie avec Machine Head et Hatebreed pendant le premier semstre 2010. Ils jouent ensuite leur tournée Spring Breakdown aux États-Unis avec Born of Osiris et Sleeping Giant, notamment. Le groupe revient en Europe jouer plusieurs festivals. Ils tournent aussi le clip de la chanson Anti-Hero. En août 2010, le groupe joue en tête d'affiche de la tournée California United avec Terror et The Ghost Inside.

### The Great Fireet séparation (2010–2014)
le groupe annonçait l'écriture d'un septième album après leur tournée. Le 24 novembre 2011, le groupe annonce le titre de son septième album, The Great Fire, sur sa page Facebook. Le 30 novembre 2011, le groupe annonce avoir terminé The Great Fire, mais sans déterminer de date de sortie. Le 14 décembre 2011, ils révèlent la date de sortie pour le 31 janvier 2012.
Ils jouent en 2014 au New England Hardcore and Metal Fest au Palladium de Worcester, Massachusetts, le 17 avril. Il s'agit de la dernière apparition de la formation qui comprend Brandan Schieppati, Scott Danough, Ryan Wombacher, Marta Peterson, Derek Youngsma et Dave Nassie. En mai, neuf dernières dates sont annoncées avec Winds of Plague et Scars of Tomorrow.

## Membres

### Derniers membres
- Brandan Schieppati – chant (1999–2014, 2016)
- Scott Danough – guitare (1999–2007, 2013–2014, 2016)
- Brian Leppke – guitare rythmique (2001–2014, 2016)
- Derek Youngsma – batterie (2001–2014, 2016)
- Ryan Wombacher – basse, chœurs (2002–2014, 2016)
- Marta Peterson – claviers (2003–2014, 2016)

### Anciens membres
- Javier Van Huss – guitare rythmique (1999)
- Marc Jackson – basse (1999–2000)
- Chad Tafolla – guitare rythmique (1999–2001), basse (1999)
- Troy Born – batterie (1999–2001)
- Vijay Kumar – basse (2000–2001)
- Molly Street – claviers (2000–2003)
- Jona Weinhofen – guitare solo, chœurs (2007–2009, 2014)
- Dave Nassie – guitare solo (2009–2014)

### Membres live
- Mick Morris – basse (2001–2002)
- Rocky Gray – batterie (2008)
- Dave Peters – guitare (2008)
- Patrick Judge – guitare (2009, 2013)
- Manny Contreras – guitare (2010, 2013–2014)
- Mick Kenney – guitare (2010)
- Mark Garza – batterie (2010)

### Invités
- John Pettibone (Himsa) – chant (sur Rise de l'album Portrait of the Goddess)
- M. Shadows et Synyster Gates (Avenged Sevenfold) – chant (sur Savior, Saint, Salvation de l'album Portrait of the Goddess)
- Ryan Downey (Die Die My Darling, ex-Burn It Down) – chant (sur City of the Condemned de l'album This is Love, This is Murderous
- Nick 13 (Tiger Army) – chant (sur Dearly Demented de l'album The Truth, et sur Just Another Pretty Face de l'album Portrait of the Goddess)
- Ben Falgoust (Soilent Green) – chant (sur For Love and Failing de l'album The Truth)
- Tim Lambesis (As I Lay Dying) – chant (sur Declaration de l'album Declaration)
- Dave Nassie (No Use For A Name) – solo de guitare (sur Beneath the Grey de l'album Declaration)